# Sexxy Red
Janae Nierah Wherry (n. 15 aprilie 1998, Saint Louis, Missouri, SUA), cunoscută sub pseudonimul Sexyy Red, este o rapperiță americană din St. Louis, Missouri. Este considerată una dintre cele mai influente și de succes cantautoare de muzică hip-hop ale generației sale.